# Longyearbyen
Longyearbyen és una ciutat de Noruega, capital i assentament més poblat de les illes Svalbard. La ciutat s'assenta a la vall de Longyear, a la riba de la badia d'Advent, una branca de l'Isfjorden situada a la costa oest de l'illa de Spitsbergen. L'1 de gener de 2016 tenia 2.075 habitants. Des del 2002, el Consell de la Comunitat de Longyearbyen ha tingut moltes de les mateixes responsabilitats d'un municipi, inclosos els serveis públics, l'educació, instal·lacions culturals, bombers, carreteres i ports. La ciutat és la seu del Governador de Svalbard. És l'assentament més septentrional del món amb més de 1.000 residents permanents.
Coneguda com la Ciutat de Longyear fins al 1926, fou establerta el 1906 per John Munroe Longyear, principal propietari de la Companyia Àrtica de Carbó de Boston (Arctic Coal Company), que va iniciar les operacions de mineria de carbó el mateix any. L'empresa propietària de les mines fou l'Store Norske Spitsbergen Kulkompani (SNSK), que encara hi duu a terme mineria. La ciutat va ser gairebé completament destruïda per la Kriegsmarine alemanya el 8 d'agost de 1943, però, un cop finalitzada la Segona Guerra Mundial, fou reconstruïda. Longyearbyen fou una ciutat minera propietat de l'empresa abans citada fins a la dècada del 1990, quan la major part de l'activitat minera es va traslladar a Sveagruva.
Des d'aleshores, la ciutat ha fet un gran salt i ha avançat molt en el turisme i en la investigació, tal com ho demostra l'arribada d'institucions com el Centre Universitari de Svalbard, el Magatzem de llavors de Svalbard i l'Estació de satèl·lit de Svalbard. La comunitat és servida per l'Aeroport de Longyear i l'Església de Svalbard.

## Geografia
Longyearbyen, l'assentament més gran de Svalbard, està situat a la part baixa de la vall del Longyear, al llarg del riu Longyear. La part baixa de la ciutat se situa a la costa sud-oest de la badia d'Advent, una branca de 4 quilòmetres de l'Isfjorden. Longyearbyen es troba a la Terra de Nordenskiöld, una península de l'illa de Spitsbergen, l'illa més gran de l'arxipèlag de Svalbard. És la ciutat amb vida familiar més septentrional del món; la resta d'assentaments més al nord són només d'investigació. A l'altre costat de la badia es troben els assentaments fantasma d'Advent City i Hiorthhamn.

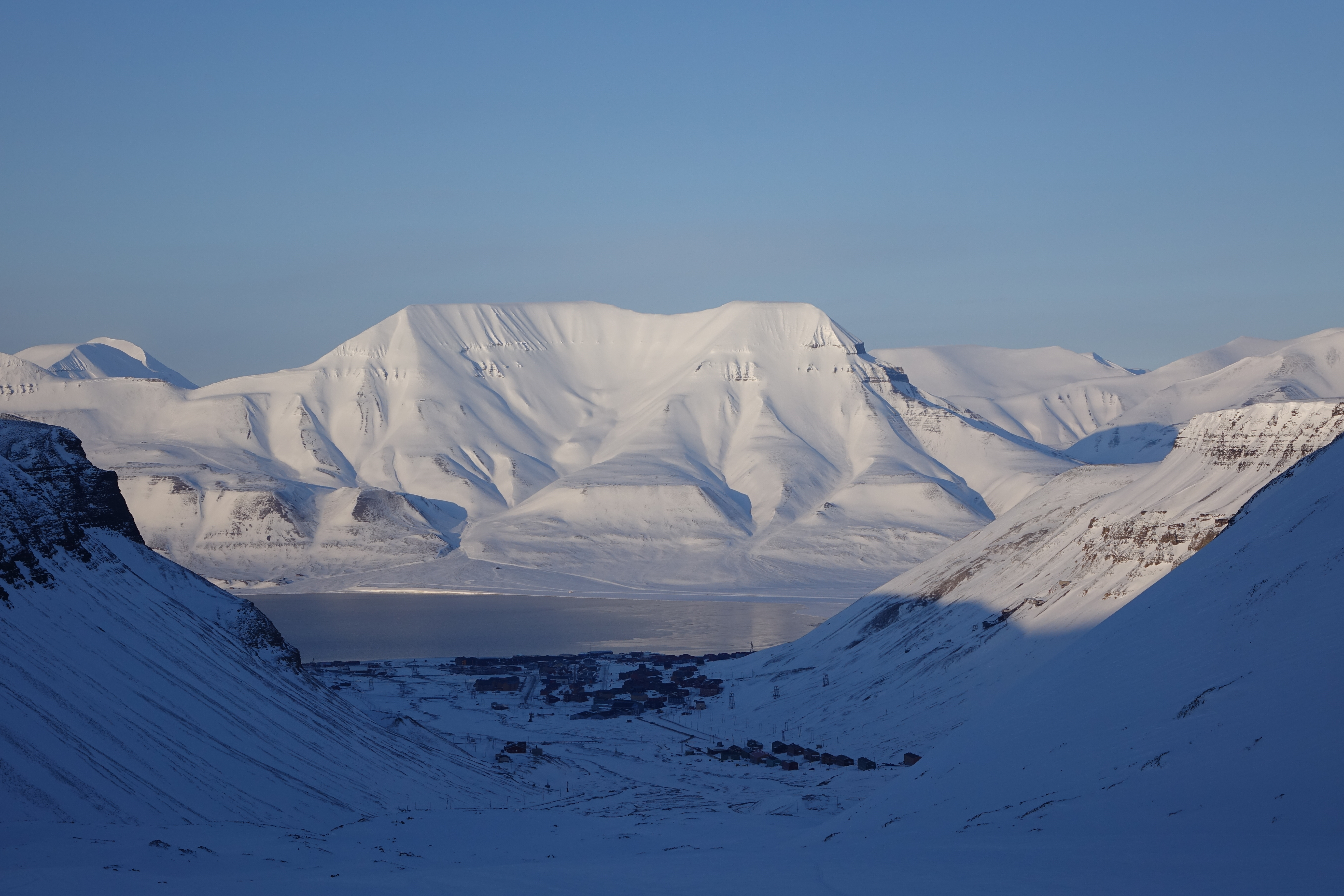
Longyearbyen vist des de dalt del turó.

Longyearbyen està dividit en diversos barris. A la banda oest del riu, al llarg de la badia, s'hi troben el port i els serveis industrials. La part occidental d'aquesta zona es diu Bykaia i la part oriental Sjøområdet. Més amunt es troba Skjæringa, l'indret on hi ha les oficines del Governador. Uns quants metres amunt es troba la Gamle Longyearbyen ("L'antiga Longyearbyen") i l'església. Més amunt, es troba el cementiri, seguit del cinema, i finalment el petit nucli de Sverdrupbyen. La majoria de les institucions residencials, comercials i culturals es troben al costat est del riu. Més amunt es troba el Centre Universitari i Gruvedalen, la zona residencial més gran. A partir d'aquí cap al sud és la principal zona comercial, així com el lloc on hi ha l'Ajuntament. A l'est es troba la zona residencial de Lia i més amunt la de Haugen, que és també la ubicació de l'escola. Als afores de la ciutat hi ha una mina i Nybyen, que s'utilitza sobretot com a allotjament per a estudiants. Cap a l'oest, al cap d'Hotellneset, s'hi troba l'aeroport. Les mines restants es troben a vall d'Adventdalen.

Longyearbyen durant la nit polar.

### Clima

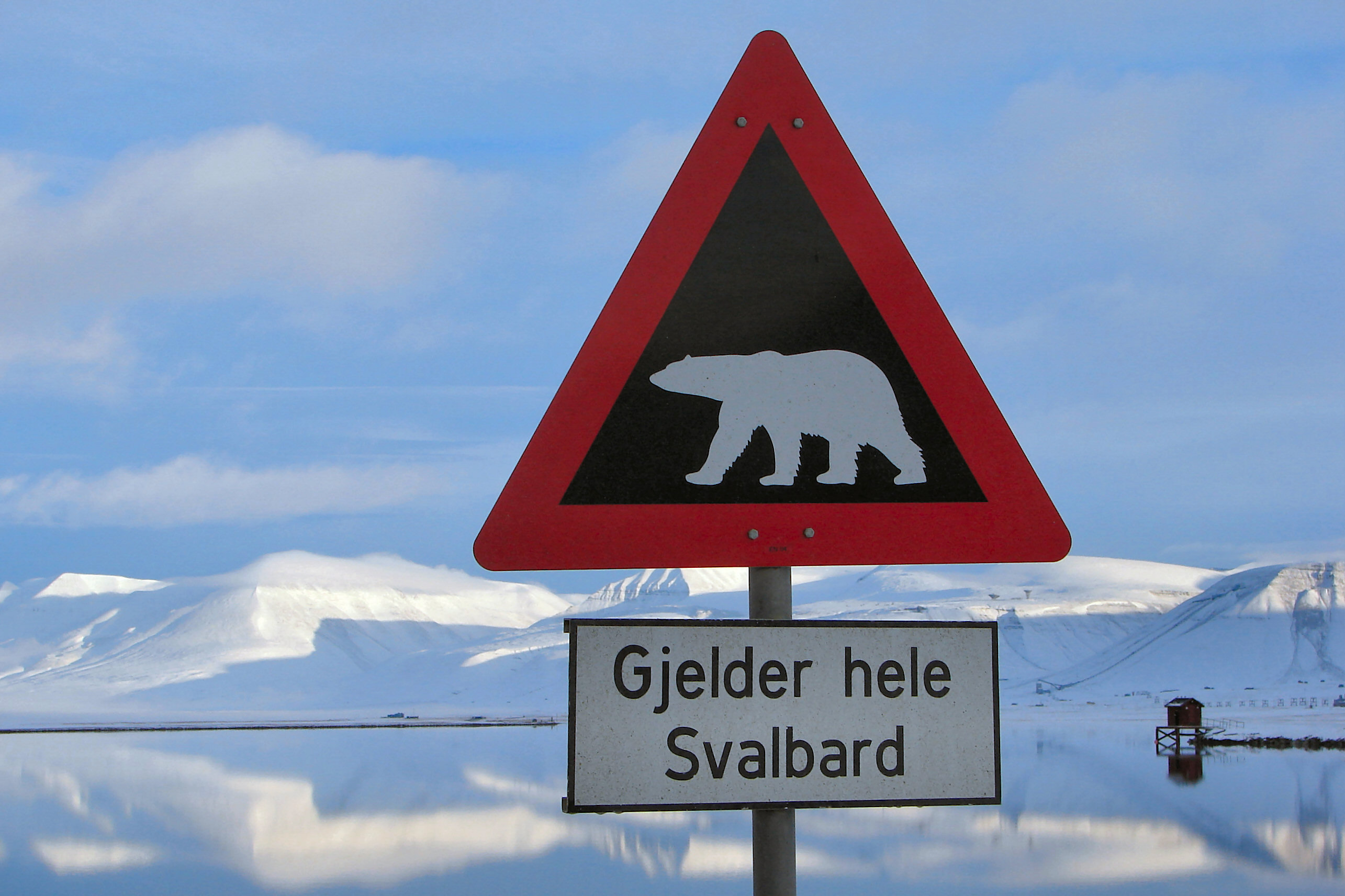
Un senyal de trànsit just fora de Longyearbyen, advertint del perill que suposen els ossos polars. "Gjelder hele Svalbard" significa que l'advertència s'aplica a tot Svalbard.

Longyearbyen pertany a la zona de clima polar amb "estius" frescos i hiverns llargs i freds. Els estius a la ciutat són frescos, amb una màxima mitjana al juliol de 7 °C. Els hiverns són molt freds a Longyearbyen amb temperatures força baixes, amb una mitjana de -21 °C al febrer. Les precipitacions a la ciutat són força escasses, amb una mitjana anual de 438,6 mm, dels quals la majoria són de neu.
No obstant això, els hiverns són al voltant de 20 graus més "suaus" que en latituds similars en altres parts del món gràcies al corrent càlid de l'oceà a la deriva de l'Atlàntic Nord seguint el corrent del Golf, que també manté temperatures relativament suaus a l'Europa Occidental i a Islàndia. Una descongelació sobtada pot ocórrer en qualsevol època de l'any, ja que pot ploure tots els mesos de l'any, fins i tot durant la nit polar. La temperatura màxima absoluta va ser registrada el 16 de juliol de 1979, amb 21,3 graus, mentre que la temperatura mínima absoluta va ser registrada el 4 de març de 1986, amb -46,3 graus. Els registres més antics de temps indiquen un fred registre de -49,2 °C el 28 de març de 1917 prop de Barentsburg (a 30 km de Longyearbyen).

La característica més notable del clima de Longyearbyen és la falta de llum durant més de quatre mesos - l'hivern - i molta llum amb un sol que mai es pon durant l'estiu. De fet, la nit polar comença el 26 d'octubre i acaba el 16 de febrer, i el sol de mitjanit es mostra del 19 d'abril al 23 d'agost.
| Dades climàtiques a Longyearbyen                         | Dades climàtiques a Longyearbyen | Dades climàtiques a Longyearbyen | Dades climàtiques a Longyearbyen | Dades climàtiques a Longyearbyen | Dades climàtiques a Longyearbyen | Dades climàtiques a Longyearbyen | Dades climàtiques a Longyearbyen | Dades climàtiques a Longyearbyen | Dades climàtiques a Longyearbyen | Dades climàtiques a Longyearbyen | Dades climàtiques a Longyearbyen | Dades climàtiques a Longyearbyen | Dades climàtiques a Longyearbyen |
| Mes                                                      | gen                              | febr                             | març                             | abr                              | maig                             | juny                             | jul                              | ag                               | set                              | oct                              | nov                              | des                              | anual                            |
| -------------------------------------------------------- | -------------------------------- | -------------------------------- | -------------------------------- | -------------------------------- | -------------------------------- | -------------------------------- | -------------------------------- | -------------------------------- | -------------------------------- | -------------------------------- | -------------------------------- | -------------------------------- | -------------------------------- |
| Màxima rècord °C (°F)                                    | 7.7 (45.9)                       | 6 (43)                           | 6.3 (43.3)                       | 7.5 (45.5)                       | 10.6 (51.1)                      | 15.7 (60.3)                      | 21.3 (70.3)                      | 18.1 (64.6)                      | 15.2 (59.4)                      | 8.9 (48)                         | 7.5 (45.5)                       | 7.2 (45)                         | 21.3 (70.3)                      |
| Màxima mitjana °C (°F)                                   | −13.0 (8.6)                      | −13.0 (8.6)                      | −13.0 (8.6)                      | −9.0 (15.8)                      | −3.0 (26.6)                      | 3.0 (37.4)                       | 7.0 (44.6)                       | 6.0 (42.8)                       | 1.0 (33.8)                       | −4.0 (24.8)                      | −8.0 (17.6)                      | −11.0 (12.2)                     | −4.7 (23.45)                     |
| Mitjana diària °C (°F)                                   | −16.5 (2.3)                      | −17 (1)                          | −16.5 (2.3)                      | −12.5 (9.5)                      | −5 (23)                          | 1 (34)                           | 5 (41)                           | 4 (39)                           | −1 (30)                          | −6.5 (20.3)                      | −11 (12)                         | −14.5 (5.9)                      | −7.54 (18.36)                    |
| Mínima mitjana °C (°F)                                   | −20.0 (−4)                       | −21.0 (−5.8)                     | −20.0 (−4)                       | −16.0 (3.2)                      | −7.0 (19.4)                      | −1.0 (30.2)                      | 3.0 (37.4)                       | 2.0 (35.6)                       | −3.0 (26.6)                      | −9.0 (15.8)                      | −14.0 (6.8)                      | −18.0 (−0.4)                     | −10.3 (13.4)                     |
| Mínima rècord °C (°F)                                    | −38.8 (−37.8)                    | −43.7 (−46.7)                    | −46.3 (−51.3)                    | −39.1 (−38.4)                    | −21.7 (−7.1)                     | −8.4 (16.9)                      | 0.2 (32.4)                       | −3.9 (25)                        | −12.6 (9.3)                      | −20.8 (−5.4)                     | −33.2 (−27.8)                    | −35.6 (−32.1)                    | −46.3 (−51.3)                    |
| Precipitació mitjana mm (polzades)                       | 22.0 (0.866)                     | 28.0 (1.102)                     | 29.0 (1.142)                     | 16.0 (0.63)                      | 13.0 (0.512)                     | 18.0 (0.709)                     | 24.0 (0.945)                     | 30.0 (1.181)                     | 25.0 (0.984)                     | 19.0 (0.748)                     | 22.0 (0.866)                     | 25.0 (0.984)                     | 271 (10.669)                     |
| Mitjana de dies de pluja (≥ 1 mm)                        | 2                                | 2                                | 2                                | 3                                | 4                                | 13                               | 17                               | 18                               | 14                               | 5                                | 3                                | 3                                | 86                               |
| Mitjana de dies de neu (≥ 1 cm)                          | 21                               | 17                               | 19                               | 17                               | 16                               | 7                                | 1                                | 2                                | 11                               | 21                               | 22                               | 22                               | 176                              |
| Mitjana mensual d'hores de sol                           | 0.0                              | 0.0                              | 77.5                             | 228                              | 254.2                            | 165                              | 155                              | 133.3                            | 75                               | 12.4                             | 0.0                              | 0.0                              | 1.102                            |
| Percentage d'hores de sol                                | 0                                | 0                                | n/a                              | n/a                              | 34.2                             | 22.9                             | 20.8                             | n/a                              | n/a                              | n/a                              | 0                                | 0                                | 25.1                             |
| Font #1: Climate and daylight in Svalbard (Longyearbyen) |                                  |                                  |                                  |                                  |                                  |                                  |                                  |                                  |                                  |                                  |                                  |                                  |                                  |
| Font #2: (extremes only), (sun only)                     |                                  |                                  |                                  |                                  |                                  |                                  |                                  |                                  |                                  |                                  |                                  |                                  |                                  |

## Història

### Primeres empreses

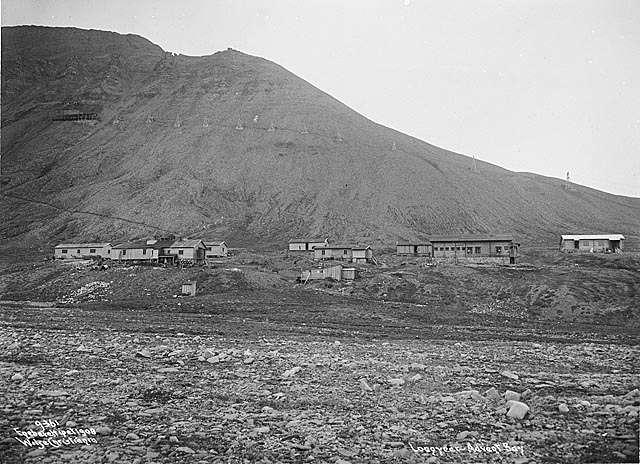
La ciutat de Longyear el 1908.

El 1896, la companyia de vaixells Vesteraalens Dampskibsselskab començà a fer visites a l'Hotellneset. Per donar cabuda als turistes, es construí un hotel prefabricat, però no fou rendible i es tancà després de la temporada del 1897. No obstant això, dues famílies hi passaren l'hivern entre els anys 1898 i 1899 i Posten Norge gestionà una oficina de correus a Hotellneset del 1897 al 1899. La primera mina de carbó comercialment viable a Svalbard va ser obert per Søren Zakariassen el 1899. El 1901, Bergen-Spitsbergen Kullgrube-kompani començà l'extracció de carbó a la muntanya d'Adventtoppen.
L'empresari nord-americà John Munroe Longyear va visitar Spitsbergen com a turista el 1901, on es reuní amb una expedició de prospecció de carbó. Tornà a Spitsbergen el 1903, on conegué a Henrik B. Næss a l'Adventfjorden, el qual li proporcionà informació de les mines de carbó. Juntament amb el seu soci Frederick Ayer, Longyear comprà les reivindicacions noruegues a la banda oest de Adventfjorden, i amplià les reclamacions de manera significativa l'any següent.

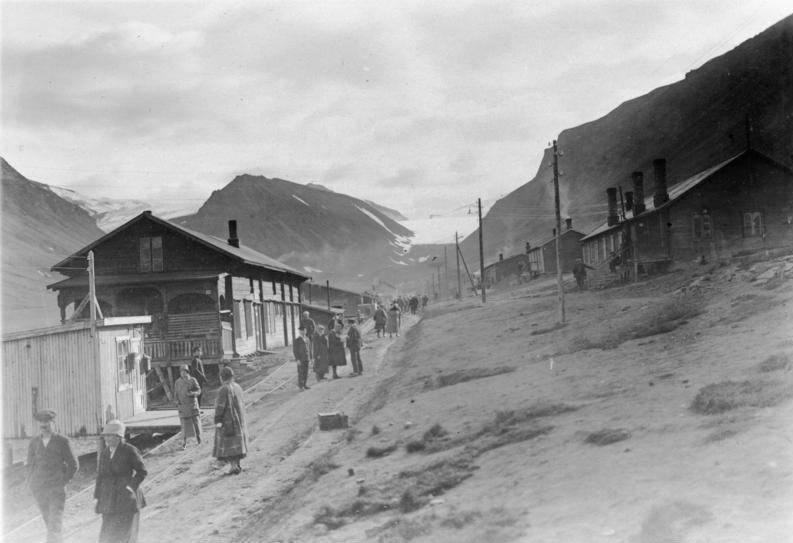
L'estiu del 1925 a Longyearbyen.

### La fundació de la ciutat
El 1906, la Companyia Àrtica de Carbó de Boston, amb Ayer i Longyear com a principals accionistes, començà l'extracció de carbó a la primera mina, després de construir molls i habitatges. Malgrat que la majoria d'obrers eren noruecs, la companyia tenia administració nord-americana, i d'aquí bé el nom en anglès de la nova Longyear City. El carbó es transportava 1,2 quilòmetres des de la mina fins al port usant un telefèric. El 1913, l'empresa inicià els treballs preliminars per obrir la segona mina.

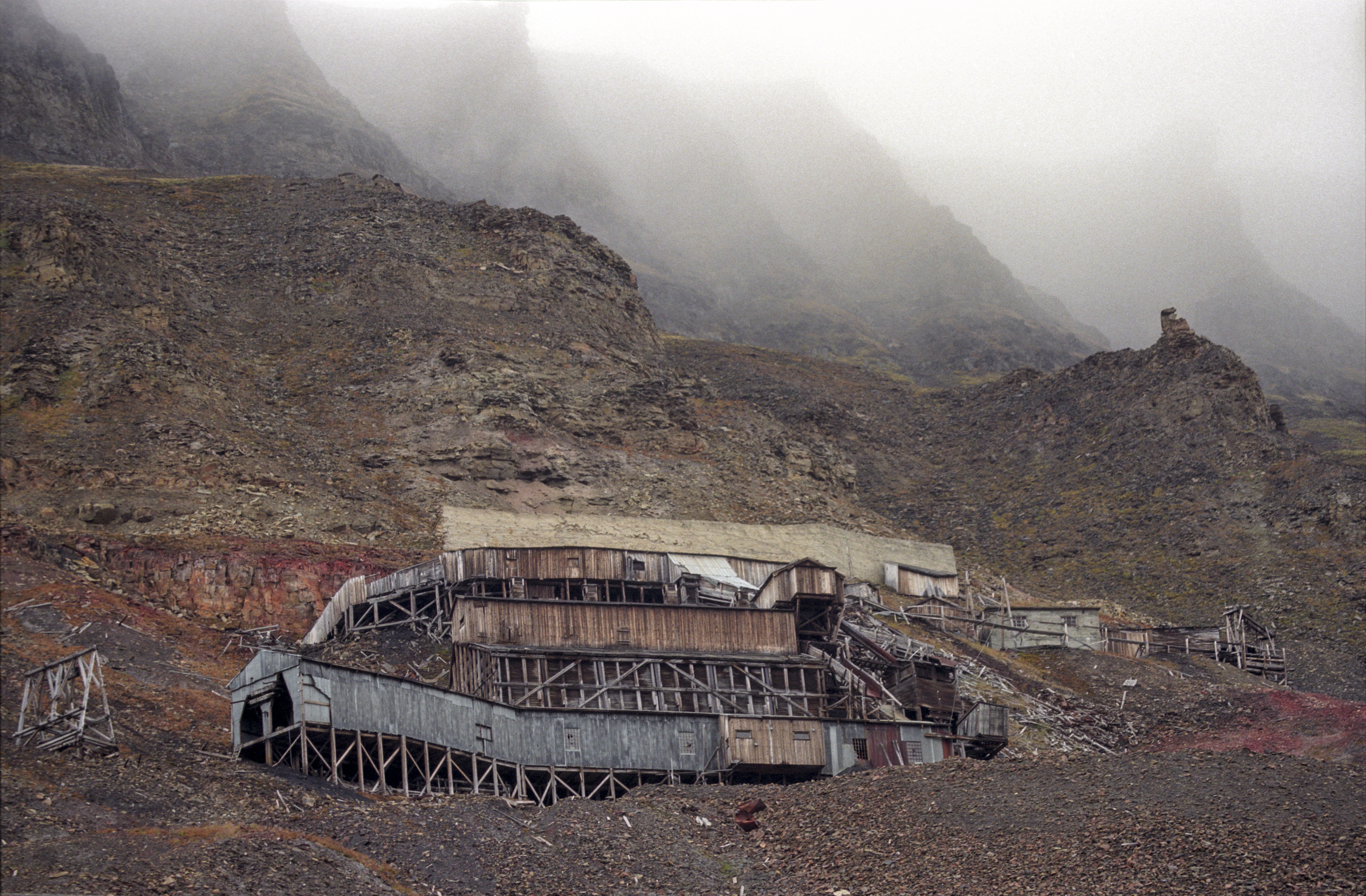
La Mina 2b va estar en funcionament del 1938 al 1969 i actualment és un Patrimoni de la Humanitat.

Com a conseqüència de dificultats financeres durant la Primera Guerra Mundial, les mines foren comprades per l'empresa noruega Store Norske (SNSK), que s'incorporà a Oslo el 30 de novembre de 1916. Aquell any, l'SNSK construí cinc noves casernes, incloent-hi una que es feu servir d'hospital. El 1918 moriren onze persones per la grip espanyola, i per aquesta raó el mateix any s'establí un cementiri a la ciutat de Longyear, malgrat que fins aleshores la comunitat americana hagués enterrat els seus morts a Hotellneset. Dos anys més tard, 26 homes moriren en una explosió de pols de carbó a la mina 1. Després d'aquell fet es tancà la mina 1 i tota l'activitat passà a la mina 2. El mateix any fou lliurat el primer camió per a traslladar el carbó que s'extreia de les mines de la ciutat.
L'Església de Noruega designà Thorleif Østenstad com a primer vicari i sacerdot de Svalbard el 1920. També s'establí una escola per part de l'església i l'SNSK el mateix any, amb vuit alumnes. La primera Església de Svalbard obrí el 28 d'agost de 1921, i la sala de lectura de l'església fou a partir d'aleshores utilitzada com a escola. La ciutat de Longyear (en anglès: Longyear City) va passar a dir-se Longyearbyen el 1926.
L'Administració de Telecomunicacions de Noruega establí una estació de ràdio a la península de Finneset el 1911, l'Svalbard Ràdio, que fou traslladada a Longyearbyen el 1930. La indústria turística de la ciutat començà el 1935, quan SS Lyngen començà a rebre turistes amb regularitat durant la temporada d'estiu. El 1937, l'SNSK establí la instal·lació de Sverdrupbyen, que serviria d'habitatge per als treballadors de la futura mina 1b, que s'estrenà el 1939. El 1938, es va completar la primera carretera de Longyearbyen, que transcorria entre el centre de la ciutat i Sverdrupbyen. La nova mina 2b, un nova entrada a la mina 2a, començà el 1939.

### Segona Guerra Mundial

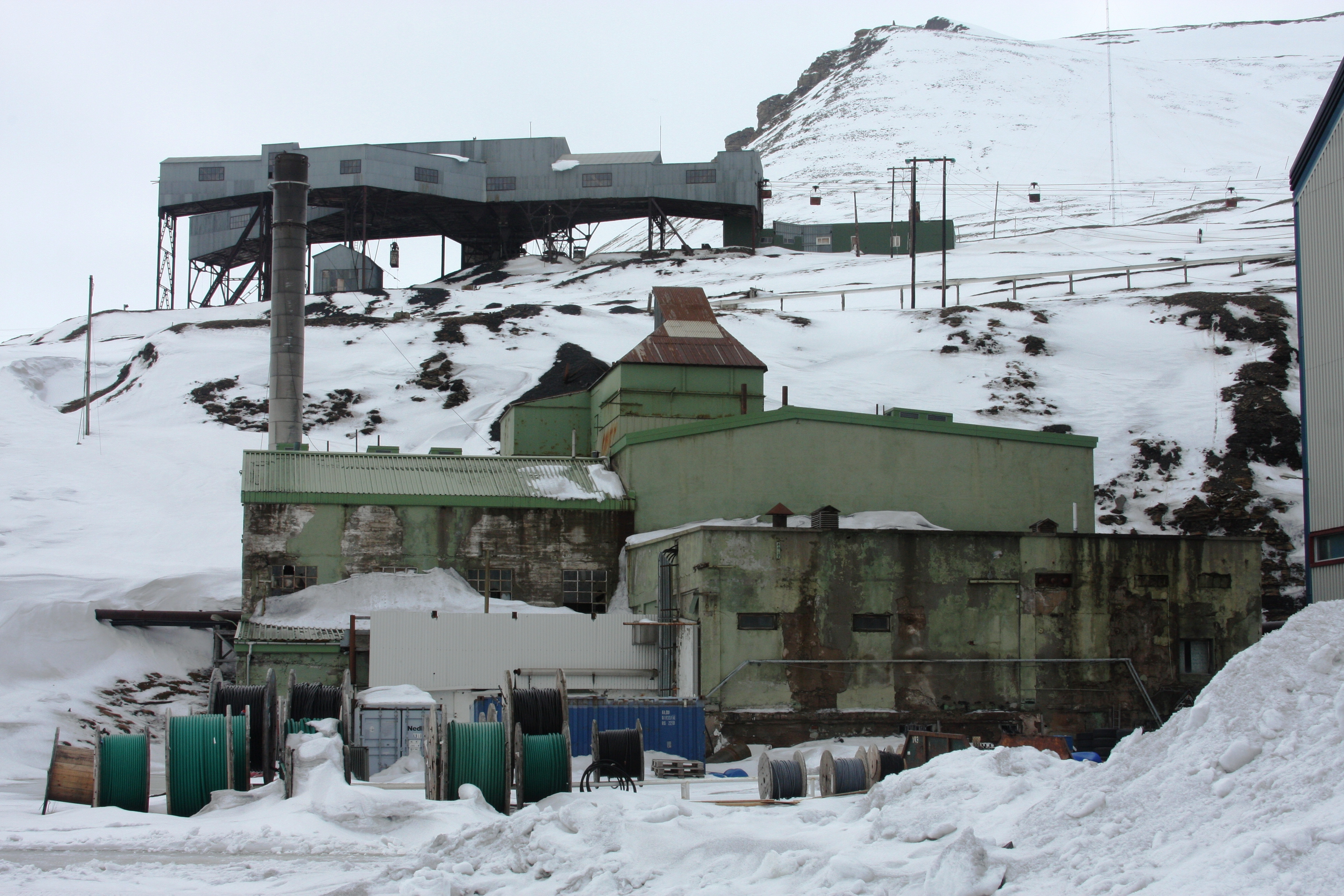
L'antiga estació elèctrica va ser un dels pocs edificis de la ciutat que va sobreviure a la Segona Guerra Mundial.

Svalbard no es va veure afectada per l'ocupació de Noruega per l'Alemanya Nazi el 1940. No obstant això, a partir del 1941 l'arxipèlag obtingué una importància estratègica en la cadena de subministrament entre les potències aliades, així com una font de carbó que tant necessitaven. El govern noruec a l'exili rebutjà una ocupació soviètica-britànica; en lloc d'això l'exèrcit britànic començà l'Operació Gauntlet per evacuar Spitsbergen. El 29 d'agost de 1941, tota la població de Ny-Ålesund fou evacuada a Longyearbyen, i el 3 de setembre 765 persones foren evacuades de Longyearbyen a Escòcia. Més tard, els últims 150 homes també foren evacuats. Amb Longyearbyen despoblada, una petita guarnició aèria alemanya s'establí a la vall d'Advent, sobretot per proporcionar dades meteorològiques. Després que la britànica Operació Fritham recuperés el control de Barentsburg, les forces alemanyes abandonaren Longyearbyen sense combat.
Al setembre del 1943, la Kriegsmarine envià dos cuirassats, Tirpitz i Scharnhorst, i nou destructors per bombardejar Longyearbyen, Barentsburg i Grúmant. Tots els edificis de Longyearbyen foren destruïts excepte quatre: l'hospital, la central elèctrica, un edifici d'oficines i un edifici d'habitatges, a més de Sverdrupbyen. Longyearbyen quedà despoblat fins al final de la guerra, amb el primer vaixell que arribà des del continent el 27 de juny de 1945.

### Després de la guerra
Després del final de la guerra es feu una reconstrucció ràpida de la ciutat i seguidament es reinicià la mineria. El 1948, la producció de carbó ja havia assolit nivells anteriors a la guerra de més de 480.000 tones. A més, el 1946 s'establí Nybyen (literalment: "la nova ciutat"), que consistia en cinc casernes amb una capacitat de 72 persones per cada una. El primer exemplar de l'Svalbardposten fou publicat al novembre del 1948. Fins aleshores no s'havia publicat mai cap periòdic regular a la ciutat. El 1949, Longyearbyen rebé servei telefònic amb el continent a través d'una connexió de ràdio entre Svalbard Ràdio i Harstad. El mateix any fou construïda una granja a Longyearbyen per a mantenir ovelles, porcs i gallines. El 1950 començà a emetre una estació de ràdio local. El cementiri es mantingué en ús fins al 1950, amb 44 persones sepultades, ja que es va descobrir que els cossos els costava descompondre's a causa del permagel. A partir d'aleshores els cossos s'enviaren al continent per a ser enterrats. El centre comunitari Huset obrí el 1951.
La mineria a la mina 1b es va acabar el 1958, i l'any següent s'obrí la nova mina 5. Els treballs preliminars de la mina 4 s'iniciaren el 1954, i el 1960 la mina entrà en servei. La Reial Força Aèria Noruega començà a oferir a Longyearbyen vols postals a la dècada del 1950. El 1959, un home caigué greument malalt, de manera que es preparà una pista d'aterratge a la vall d'Advent. A partir d'aquell mateix any, Braathens SAFE començà a oferir a l'aeroport vols irregulars d'hivern. El 1957 fou contractat un director a l'escola de primària i s'inaugurà una nova església el 24 d'agost de 1958. A partir del 1961, la primària l'escola es complementà amb una escola de secundària privada. Una branca del Tromsø Sparebank obrí el 1959.

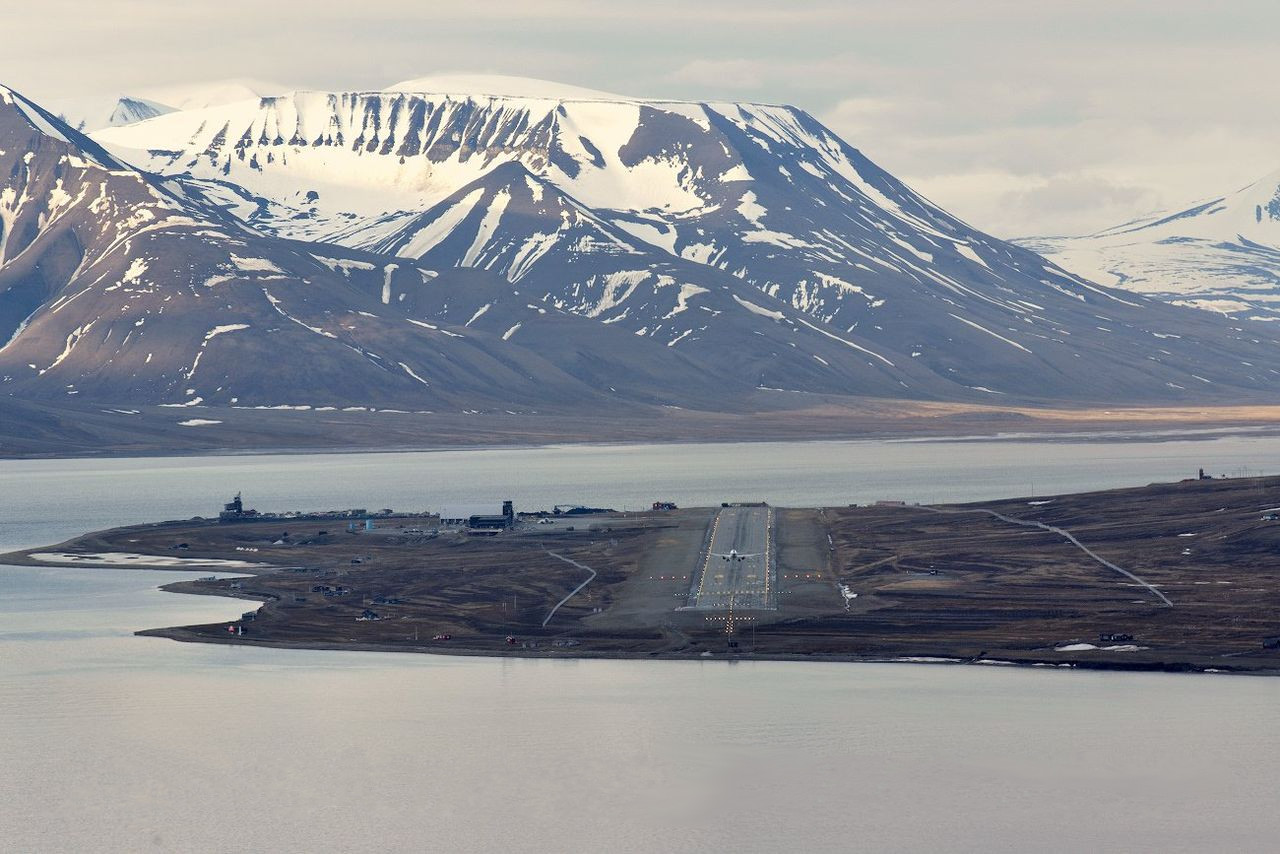
Vista aèria de l'aeroport de Svalbard-Longyear.

A la dècada del 1960, la granja de la ciutat fou tancada i reemplaçada per liqüefacció industrial de llet en pols. La primera moto de neu produïda en sèrie a la ciutat s'utilitzà el 1961. El 1969, hi havia 140 motos de neu registrades i només 33 cotxes registrats. Del 1962 al 1984 es va realitzar un centre d'oci a Sverdrupbyen. L'activitat ordinària a la mina 4 acabà el 1970, dos anys després que la mina 2B hagués tancat. No obstant, el 1969 s'inaugurà la nova mina. Els equips de radiodifusió de televisió s'instal·laren el 1969, i la Corporació de radiodifusió Noruegacomençà a funcionar dues setmanes després.
El 1971 s'obrí un nou edifici escolar, amb una escola de primària i de secundària combinades, juntament amb un nou gimnàs i una piscina de 12,5 metres de llargada. El Consell de Svalbard fou establert l'1 de novembre de 1971. El consell es componia de 17 membres no partidaris que eren elegits o designats per tres empleats de l'empresa SNSK, empleats públics i d'altres, encara que la proporció canvià diverses vegades. Les operacions de la mina 3 s'iniciaren al març del 1971, i les operacions a la mina 7 començaren l'any següent. El 1973, el Ministeri de Comerç i Indústria comprà un terç de l'empresa SNSK. L'aeroport fou inaugurat el 1975 i presentà inicialment quatre vols setmanals cap Noruega continental i dos vols setmanals cap a Rússia. El 1978, la comunitat començà a rebre un satèl·lit de comunicacions provinent del continent, i d'aquesta manera es començaren a rebre els primers canals de televisió. Al mateix any es va introduir un programa de secundària superior a l'escola pública.

### 1980-actualitat
Store Norske es sotmeté a un canvi gradual durant la dècada del 1980. Des del 1980, els diners de Spitsbergen es tragueren de la circulació i es reemplaçaren amb moneda noruega ordinària. La mina 6 tancà l'any següent. A partir de 1982, Store Norske permeté que particulars poguessin posseir i operar vehicles. El 1990, hi havia 353 vehicles matriculats i 883 motos de neu. L'1 de juliol de 1983, SNSK traslladà la seva seu central de Bergen a Longyearbyen. Svalbard Samfunnsdrift (SSD), una societat anònima que fou responsable de la infraestructura i els serveis públics, fou establerta per SNSK l'1 de gener de 1989. Les responsabilitats d'aquesta eren l'assistència sanitària, el cos de bombers, l'escola bressol, carreteres, l'eliminació d'escombraries, la producció d'energia, el sistema d'aigua i clavegueram, el cinema, els esdeveniments culturals i la biblioteca. La propietat fou adquirida pel Ministeri de Comerç i Indústria, l'1 de gener de 1993.

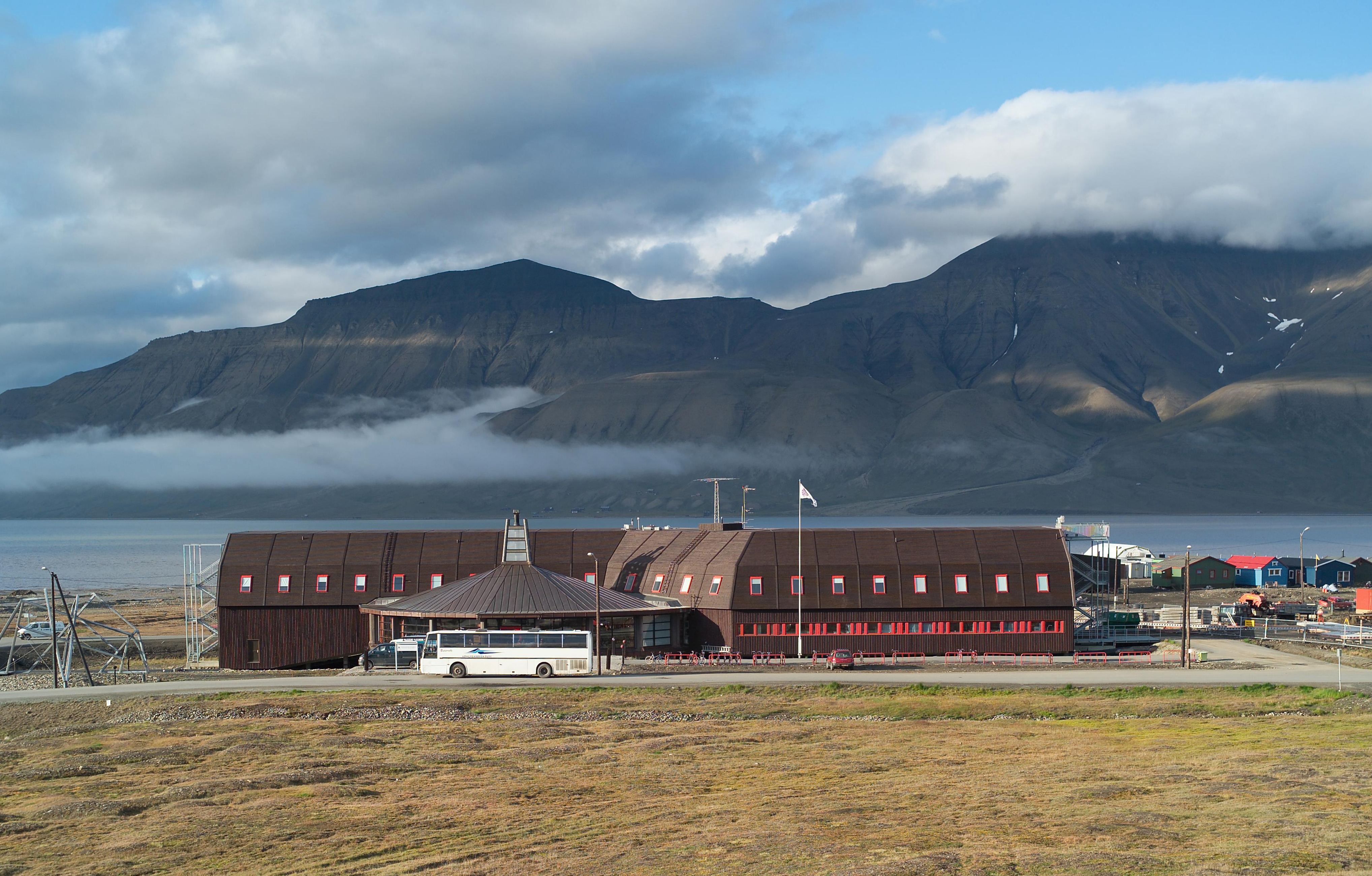
El Centre Universitari de Svalbard el 2003.

Durant la dècada del 1990 les autoritats iniciaren un procés de "normalització" de Longyearbyen mitjançant la supressió del règim d'empresa de la ciutat i la introducció d'una gamma completa de serveis, una economia variada i una democràcia local. Les noves empreses comercials incloïen un centre comercial en substitució de la botiga de prestació de l'SNSK el 1992. De la mateixa manera, Esso obrí una estació de servei comercial el 1994. El Consell de Svalbard canvià el seu reglament el 1993 i permeté la celebració d'eleccions. En un pas per incrementar el turisme, fou inaugurat el 1995 l'Hotel Polar de Svalbard, un any després que la mina 3 hagués estat tancada. El Consell de la Comunitat de Longyearbyen s'establí el 2002, en substitució del Consell de Svalbard i l'assimilació de l'SSD, i assumí moltes de les responsabilitats i les estructures d'un municipi.
Aquest període també vegué el sorgiment d'una sèrie d'establiments científics. La Universitat d'Agricultura de Noruega establí un banc de llavors primitives el 1984. El Centre Universitari de Svalbard obrí el 6 de setembre de 1993 i tenia 30 estudiants al seu semestre inaugural. Telenor Mòbil establí la cobertura GSM el 1995, i el 2004 s'obrí el sistema de cables submarins de Svalbard, proporcionant la connexió del cable de fibra òptica a la part continental. L'Associació Científica Europea de Radars de Dispersió Incoherent (EISCAT) obrí un radar a la ciutat el 1996, seguit de l'estació de satèl·lits de Svalbard el 1999 i de la Volta Global de Llavors de Svalbard el 2008.

## Demografia

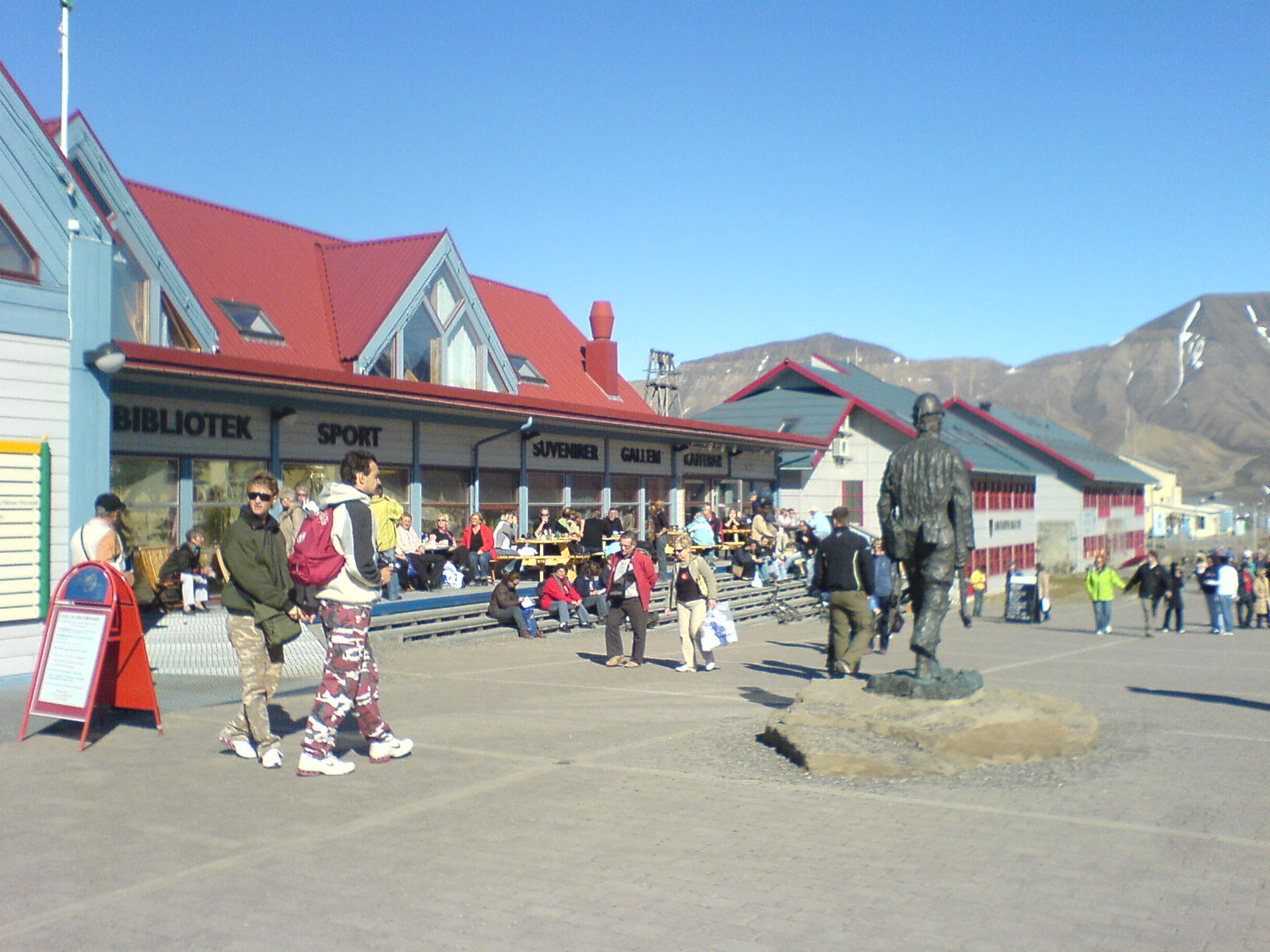
Turistes passejant pel carrer principal, prop del centre comercial de la ciutat.

L'1 de gener de 2016, Longyearbyen tenia 2.075 persones. El grup regional més gran de noruecs prové del nord de Noruega, en particular dels comtats de Nordland i Troms, que representen més del 40% de la població. Al voltant de 300 persones (16%) són ciutadans no noruecs, majoritàriament provinents de Tailàndia, Suècia, Rússia i Ucraïna. A causa que la indústria dominant a la ciutat continua sent la minera, la distribució per gènere és esbiaixada amb un 60% d'adults homes. Longyearbyen té una població mitjana d'entre 25 i 44 anys, però gairebé no hi ha residents de més de 66. El nombre de nens en relació amb la mitjana nacional és semblant, però Longyearbyen té un nombre significativament menor d'adolescents que la mitjana nacional.
Longyearbyen experimenta una rotació molt alta; el 2008, 427 persones (23%) van marxar de la ciutat. Una persona vivia s'està de mitjana 6,3 anys a Longyearbyen, tot i que és 6,6 anys per als noruecs i 4,3 anys per als estrangers. El 2009, al voltant d'una quarta part de la població havia viscut a la ciutat des d'abans de 2000 i, per tant, pot ser considerada com a població permanent. Les persones que hi resideixen més temps tendeixen a treballar a la indústria minera, seguides per empleats del govern local. Les estances més curtes són dutes a terme pels estudiants i empleats en l'educació superior, el turisme i l'Estat.
El 70% de les llars estan compostes per una sola persona, en comparació amb el 41% del continent, que dona una mitjana d'1,6 persones per llar. La diferència és causada en gran part per les persones que treballen a Svalbard mentre les seves famílies romanen al continent. La població de Longyearbyen té un nivell més alt d'educació en comparació amb la mitjana nacional: 54% en comparació amb el 43% que té una educació secundària superior al continent i 30% en comparació amb el 26% que té educació terciària al continent. Entre les dones, el 40% tenen educació superior.

## Política i govern

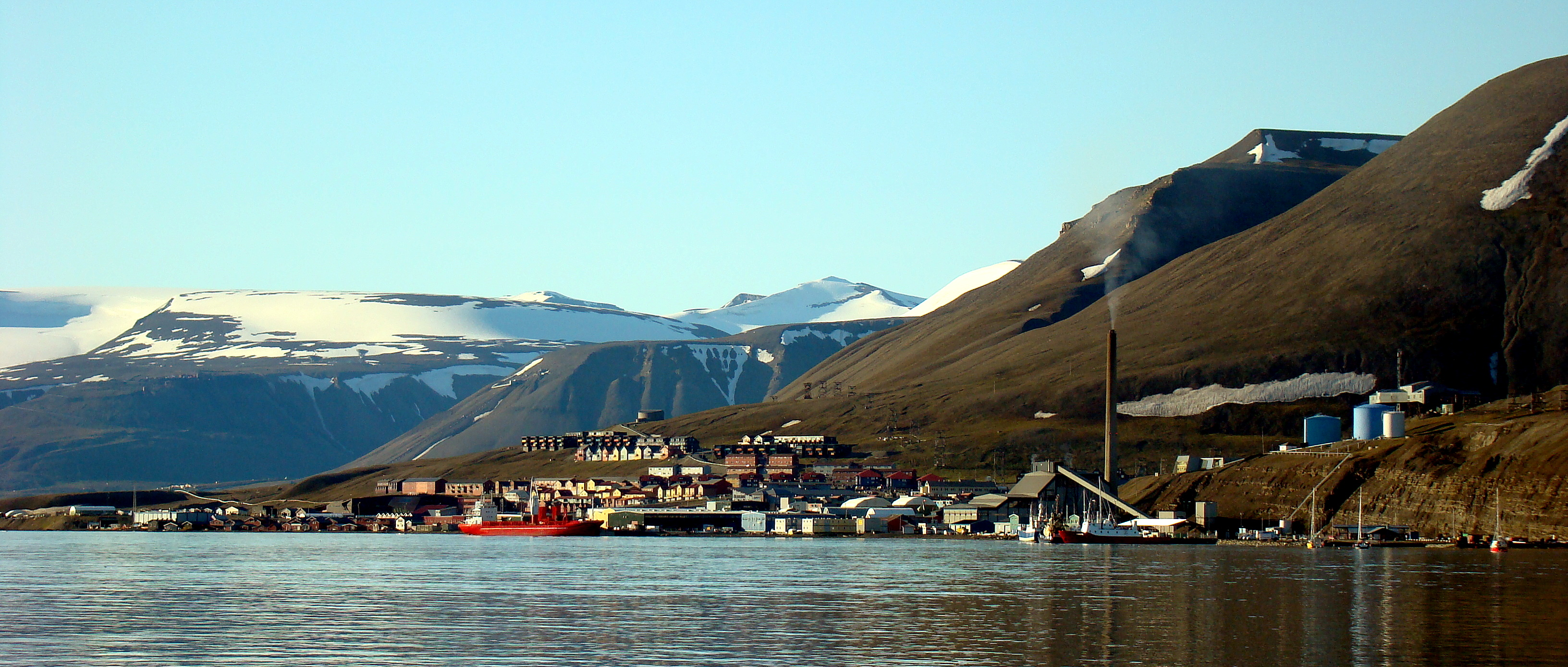
Longyearbyen vist des de la badia.

El Consell de la Comunitat de Longyearbyen té moltes de les responsabilitats d'un municipi. S'organitza amb un consell de 15 membres que des del 2011 ha estat dirigit per l'alcaldessa Christin Kristoffersen del Partit Laborista. Les principals responsabilitats del consell són la infraestructura i les empreses dels serveis públics, incloent l'energia, l'ús del sòl i la planificació de la comunitat, l'educació des de preescolar fins al nivell secundari superior i el benestar de l'infant. La ciutat té tres escoles bressol, a més de l'Escola de Longyearbyen.
No hi ha seguretat social a la ciutat. Els residents noruecs conserven les pensions i la seguretat social al municipi provinent del continent. L'Hospital Universitari del Nord de Noruega gestiona una clínica, l'Hospital de Longyearbyen. Altres oficines públiques amb presència a Longyearbyen són la Direcció Nacional de Mineria, l'Institut Polar Noruec, l'Administració Tributària de Noruega i l'Església de Noruega. Longyearbyen està subordinada al Tribunal de Districte de Nord-Troms i al Tribunal d'Apel·lació d'Hålogaland, ambdós ubicats a Tromsø.
El Tractat de Svalbard del 1920 va establir la sobirania noruega total sobre l'arxipèlag. El tractat va entrar en vigor el 1925, arran de la Llei de Svalbard que va crear la figura del governador de Svalbard. Ell o ella té la responsabilitat tant com a governador del comtat com de cap de la policia, així com l'ocupació d'altres càrrecs d'autoritat concedida pel Poder Executiu. Les responsabilitats inclouen la política ambiental, el dret de família, la policia, la recerca i rescat, la gestió del turisme, els serveis d'informació, el contacte amb els assentaments estrangers i els jutjats en algunes àrees d'investigacions marítimes i judicials -encara que no en els mateixos casos que actua com a policia. Kjerstin Askholt ha estat governadora des del 2015; que és assistida per un equip de 26 professionals. La institució està subordinada al Ministeri de Justícia i la Policia.

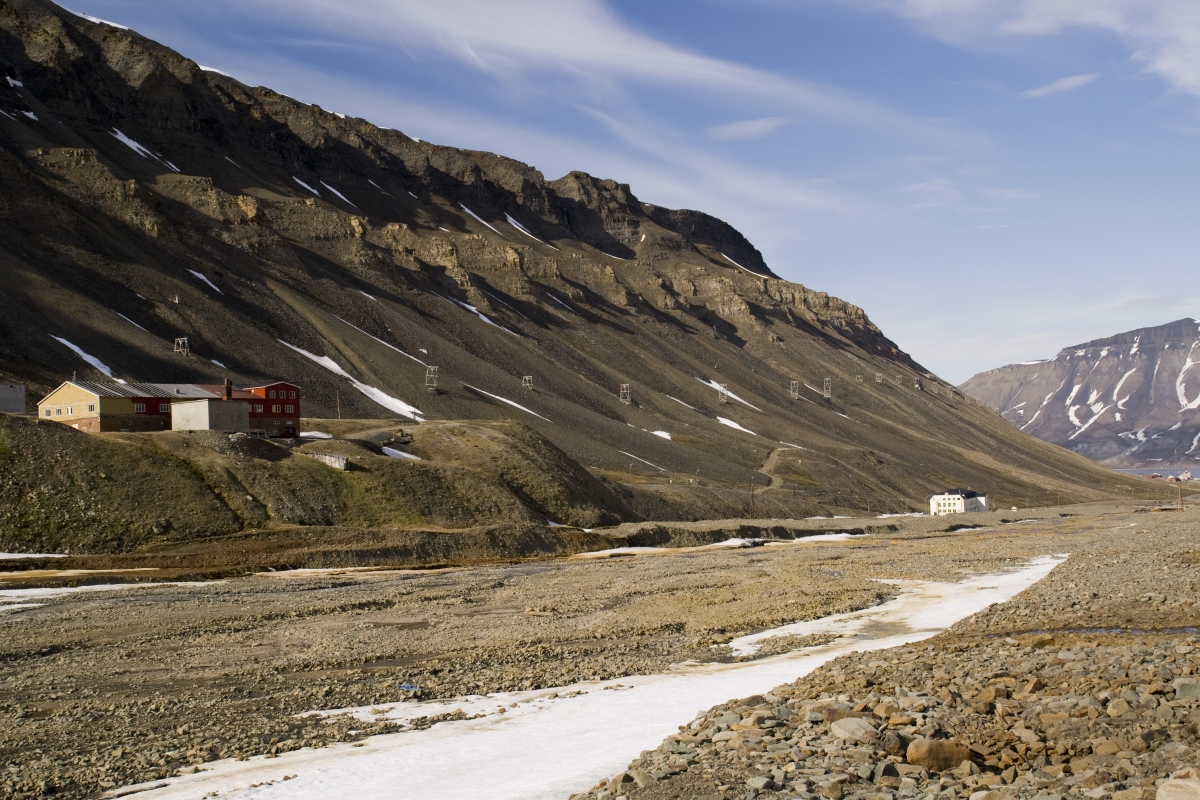
Part alta de la vall de Longyear, amb els edificis de Sverdrupyen a l'esquerra, Huset a la dreta i un telefèric al fons.

A causa de la situació especial al Tractat de Svalbard, Longyearbyen està subjecta a la legislació noruega, però els ciutadans de qualsevol país signatari podrà dur a terme activitats comercials i viure a la ciutat. No obstant això, les persones sense una font d'ingressos poden ser rebutjades pel governador. El tractat limita el dret de Noruega per recaptar impostos a la del finançament dels serveis a Svalbard. Per tant, Longyearbyen té un impost sobre la renda més baixa que Noruega continental, i no hi ha impost sobre el valor afegit. El tractat ha fet que Longyearbyen sigui una zona desmilitaritzada i no formi part de l'Espai Econòmic Europeu ni l'espai Schengen com la resta de Noruega.

## Economia
L'única activitat minera que encara té lloc a Longyearbyen es troba a la mina 7, situada a 15 quilòmetres fins a la vall d'Advent. La mina produeix 70.000 tones de carbó a l'any, de les quals 25.000 tones s'usen per alimentar la central elèctrica de Longyear, l'única central elèctrica que usa el carbó com a combustible a Noruega. La major part de la producció de la Store Norske es realitza a Sveagruva, situada a Van Mijenfjorden, a 60 quilòmetres al sud de Longyearbyen. El 70% dels treballadors de la mina 7 viu a Sveagruva, mentre que el 30% viu a Longyearbyen. La mineria no ha estat rendible i Store Norske es basa en els subsidis estatals per mantenir la producció.
La Centre Universitari de Svalbard (UNIS) compta amb 350 estudiants i una facultat permanent de 40 professors i assistents i 120 professors convidats. El Servei d'Informació no ofereix graus, però en canvi ofereix cursos semestrals de biologia, física i geologia. L'allotjament per als estudiants es troba a Nybyen. La universitat és part dels 12.000 m² del Centre Científic de Svalbard, que també compta amb la presència de l'Institut Polar Noruec, l'EISCAT i el Fòrum Científic de Svalbard. El 2006, al voltant de 9.000 dies d'investigació es van destinar a Longyearbyen. Això va fer de Longyearbyen el segon indret més gran de recerca de Svalbard, marginalment per sota de Ny-Ålesund. Malgrat això, Longyearbyen té només investigadors noruecs, mentre que Ny-Ålesund és més o menys uniformement dividit entre noruecs i estrangers.

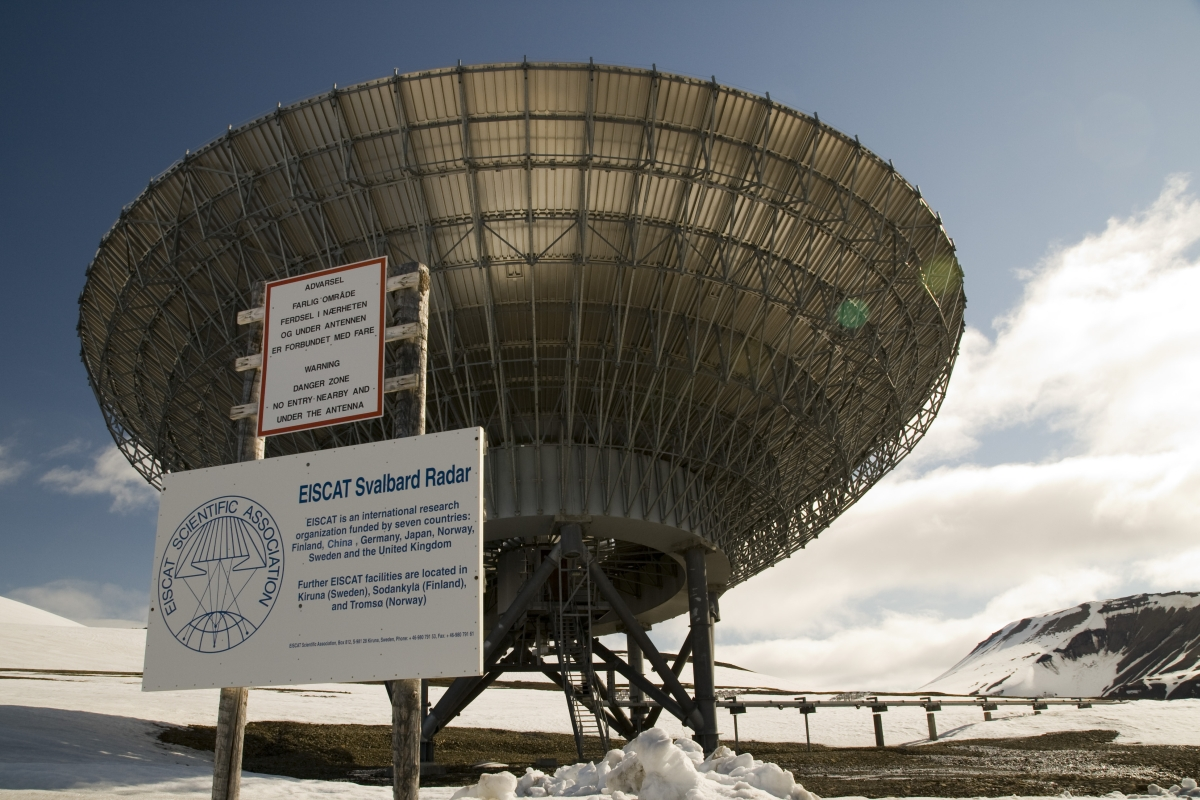
El radar EISCAT

L'Estació de Satèl·lit de Svalbard va ser construïda gràcies a l'excel·lent ubicació de Longyearbyen per descarregar les dades dels satèl·lits de l'òrbita polar. Situat a Platåberget, anterior Hotellneset, va ser construït com a part d'una col·laboració entre la NASA i el Centre Espacial de Noruega, però s'ha des del 2001 l'ha operat Kongsberg Satellite Services. L'EISCAT fa servir un radar de dispersió incoherent per estudiar l'aurora boreal. El magatzem de llavors de Svalbard, administrat pel Global Crop Diversity Trust, és una instal·lació subterrània segura capaç d'emmagatzemar milions de llavors de cultius. Entre els centenars d'espècies protegides, n'hi ha dues procedents de Catalunya: l'enciam silvestre (Lactuca serriola, procedent de Llagostera), i el lli (Linum usitatissimum, de Caldes de Malavella). La instal·lació ha estat dissenyada per protegir contra les catàstrofes naturals i humans, incloent l'escalfament global, les inundacions i els incendis i l'holocaust nuclear. El lloc va ser triat per un nombre de factors, incloent la seva llunyania i la temperatura ambient del permagel.
Longyearbyen és el centre del turisme a l'arxipèlag, encara que la major part del turisme es genera a partir de les experiències naturals en lloc de visitar la ciutat en si. No obstant això, Longyearbyen proporciona subministraments i allotjaments amb diversos museus. El 2008, Longyearbyen va experimentar 89.000 hoste-nits, davant dels 30.000 el 1995. La mitjana dels hostes es va allotjar 2,2 nits i els hotels van ser utilitzats pels turistes el 60 per cent de la capacitat. Al voltant de 40.000 turistes van volar a Longyearbyen. Dos terços dels turistes provenen de Noruega. El 2007, la indústria del turisme va tenir un ingrés de 291 milions de corones noruegues i va produir 200 anys-home.

## Cultura

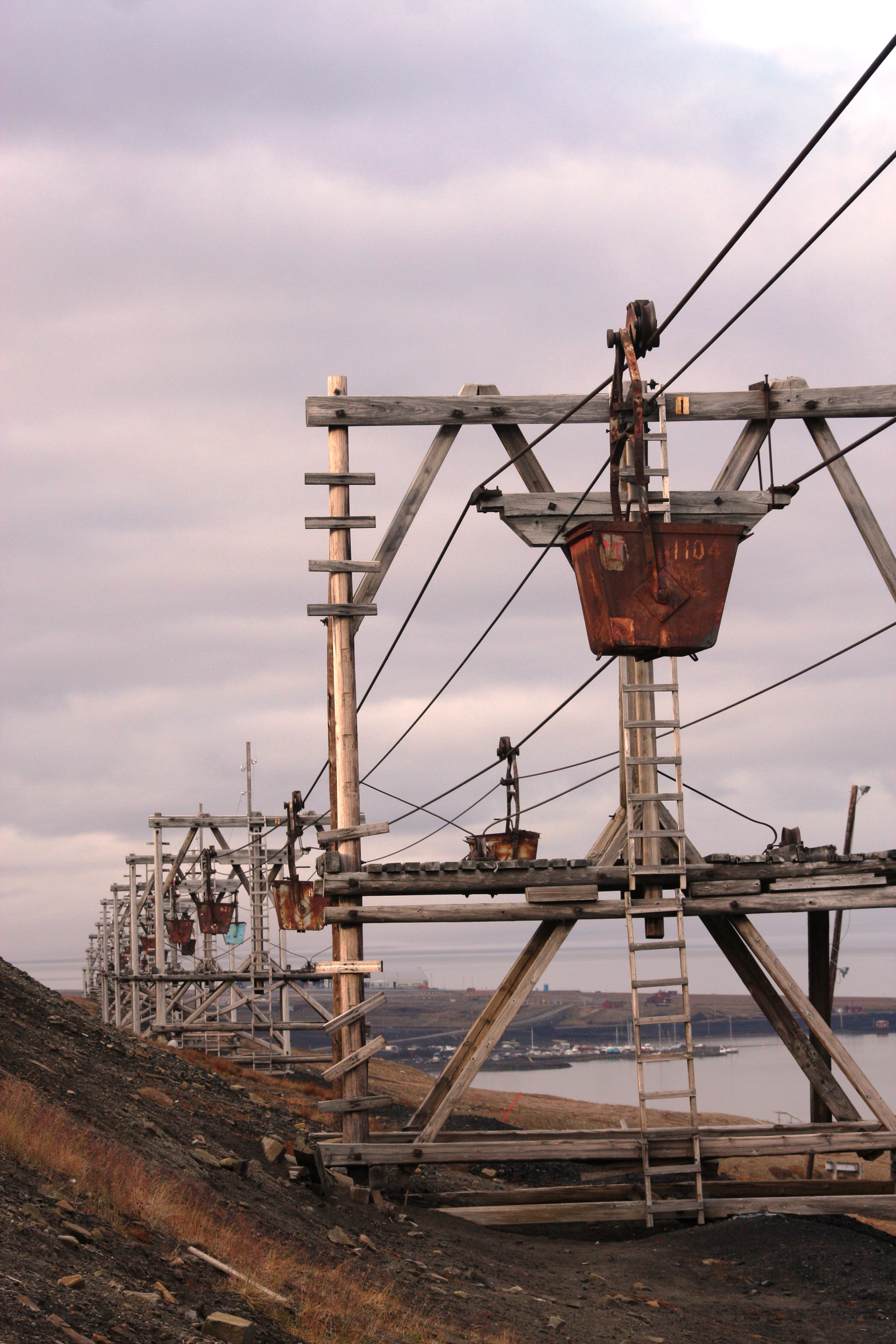
Fins al 1987 es van utilitzar una sèrie de telefèrics per transportar el carbó des de les mines fins al port.

El consell de la comunitat realitza una sèrie d'activitats culturals, com ara una sala de cinema, un club juvenil, una biblioteca i una galeria. El club esportiu de la ciutat és l'Svalbard Turn. Svalbardhallen és un centre d'esports d'interior que inclou un poliesportiu que inclou, entre d'altres, un camp d'handbol, tres pistes de bàdminton, un camp de tir i una piscina de 25 metres de llargada. L'església de Svalbard de l'Església de Noruega inclou tot l'arxipèlag com la seva parròquia. La sala de la congregació és de 126 m², mentre que la sala d'estar és de 112 m². L'església està construïda amb entramat de fusta. L'Svalbardposten és un diari setmanal que es publica els divendres. La impressió es porta a terme a Tromsø i la majoria dels abonats viuen al continent. Icepeople, un periòdic alternatiu en anglès, també es publica setmanalment Hi ha dos museus de la ciutat, el museu de Svalbard i el Museu Dirigible de Spitsbergen. El festivals Dark Season Blues s'ha dut a terme anualment a l'octubre des de l'any 2003. 20 residents de la ciutat són membres de la Liverbirds Svalbard Arxivat 2014-01-04 a Wayback Machine. i es reuneixen periòdicament a l'Svalbar Arxivat 2017-01-28 a Wayback Machine. els dies de partit durant els mesos d'hivern.

## Transport
Longyearbyen compta amb una xarxa de carreteres que s'estén 50 quilòmetres, però la xarxa no arriba a qualsevol altra comunitat. El 2008 hi havia 1.481 vehicles de carretera registrats i el 49% de les llars tenia un cotxe. Els cotxes estan registrats amb les lletres ZN a les plaques de la matrícula. Hi ha un únic taller, Svalbard Acte, que és també un distribuïdor de Toyota.
Les motos de neu són una forma de transport molt popular i hi ha més motos de neu que residents. El 2008 es van registrar 2.672 motos de neu i el 69% de les llars pertanyents almenys en tenien una. Els transports motoritzats estan prohibits fora d'asfalt, però les motos de neu s'utilitzen extensivament durant l'hivern, tant per a activitats comercials com recreatives. El transport de Longyearbyen a Barentsburg (45 km) i a Pyramiden (100 km) és possible en moto de neu a l'hivern o amb vaixell durant tot l'any.
L'aeroport de Svalbard-Longyear es troba a Hotellneset, 3 quilòmetres al nord-oest de la ciutat. Té una pista de 2.483 metres de llarg i és l'únic aeroport en què es pot sortir en avió de l'arxipèlag. Scandinavian Airlines duu a terme vols diaris a Oslo i Tromsø, mentre que hi ha vols irregulars a Rússia. Lufttransport ofereix serveis xàrter regulars a l'aeroport de Svea i a l'aeroport de Ny-Ålesund, Hamnerabben. Arktikugol explota helicòpters per volar a Barentsburg i Pyramiden. Hi ha dos molls a Longyearbyen, un per a l'exportació de carbó i un per a mercaderies en general. Del 1907 al 1987, les empreses mineres van fer servir una xarxa de telefèrics per al transport de carbó des les mines fins al port.

## Galeria fotogràfica

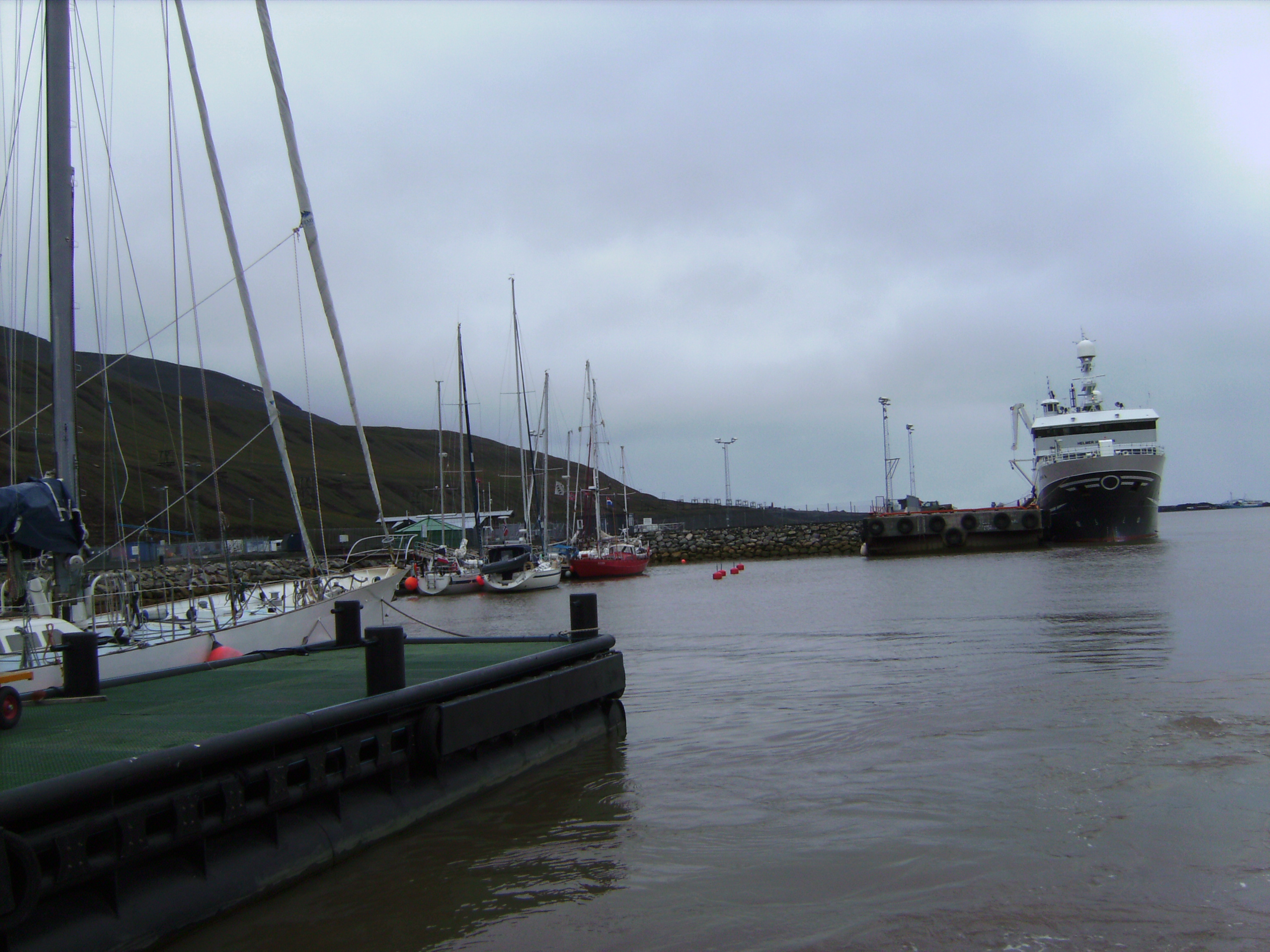
Port de Longyearbyen el juliol de 2013
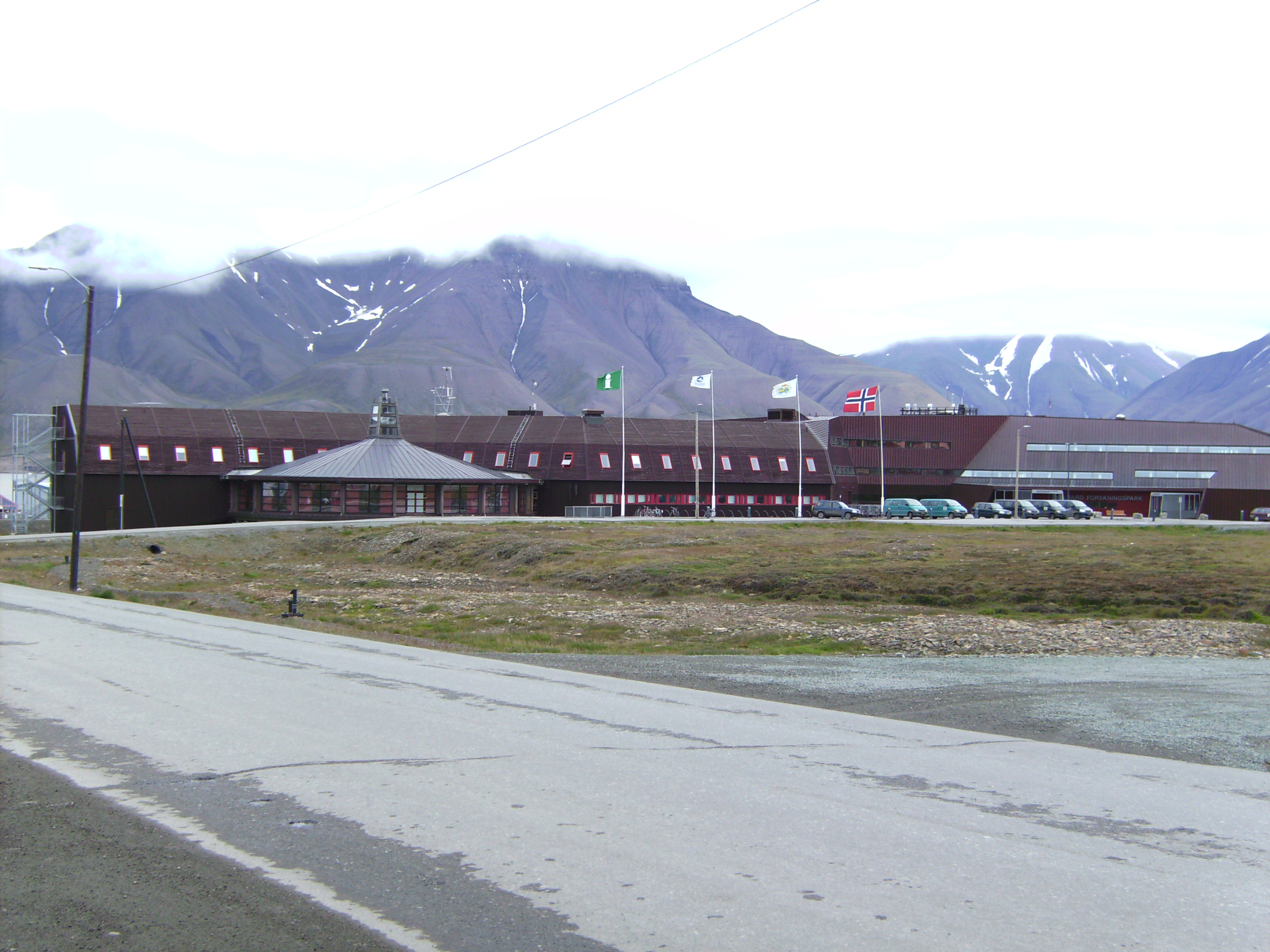
Edifici de la Universitat de Svalbard (UNIS) a Longyearbyen
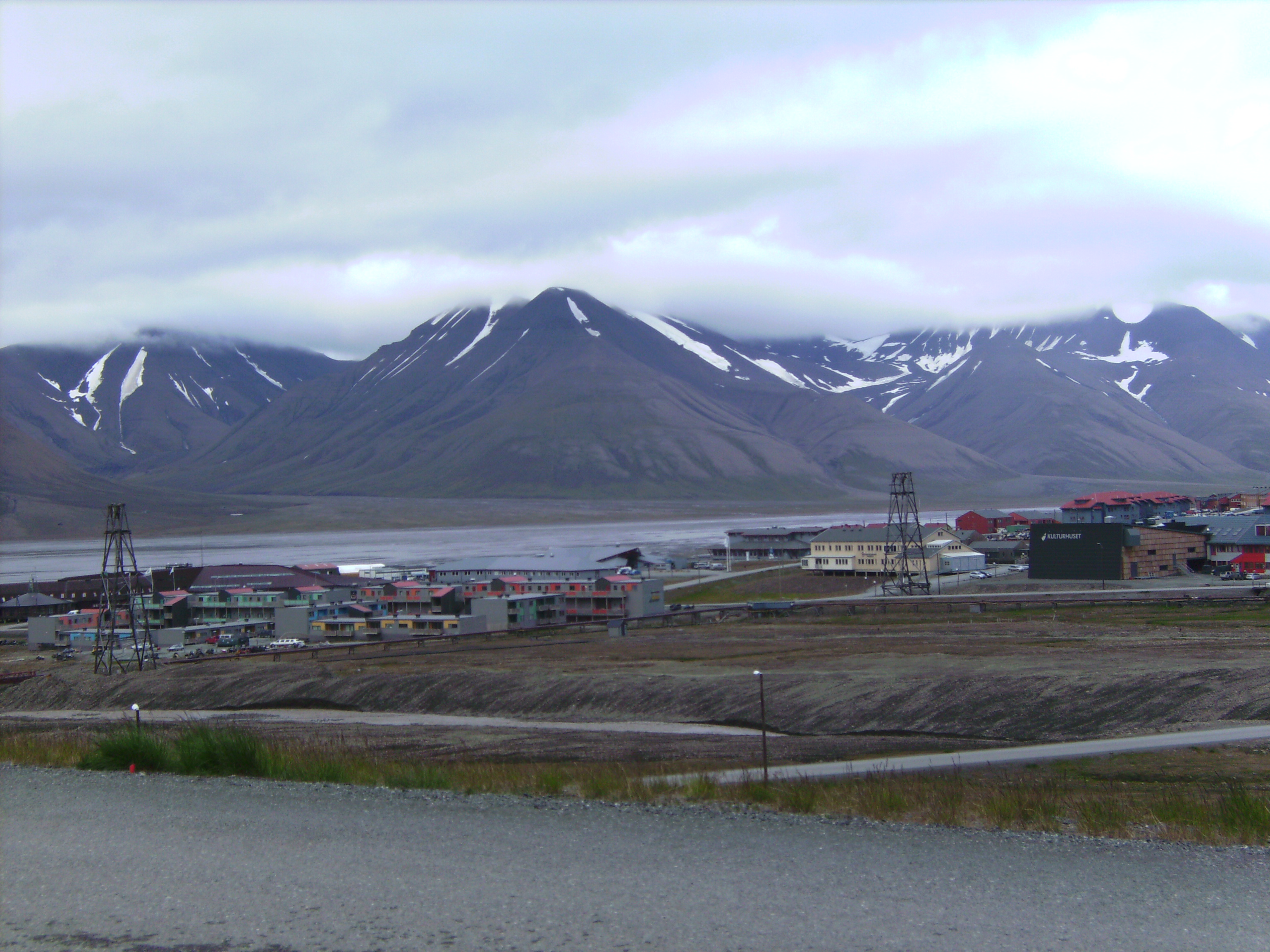
Longyearbyen des de l'alçada de l'església, amb el riu Longyearbyen en primer terme
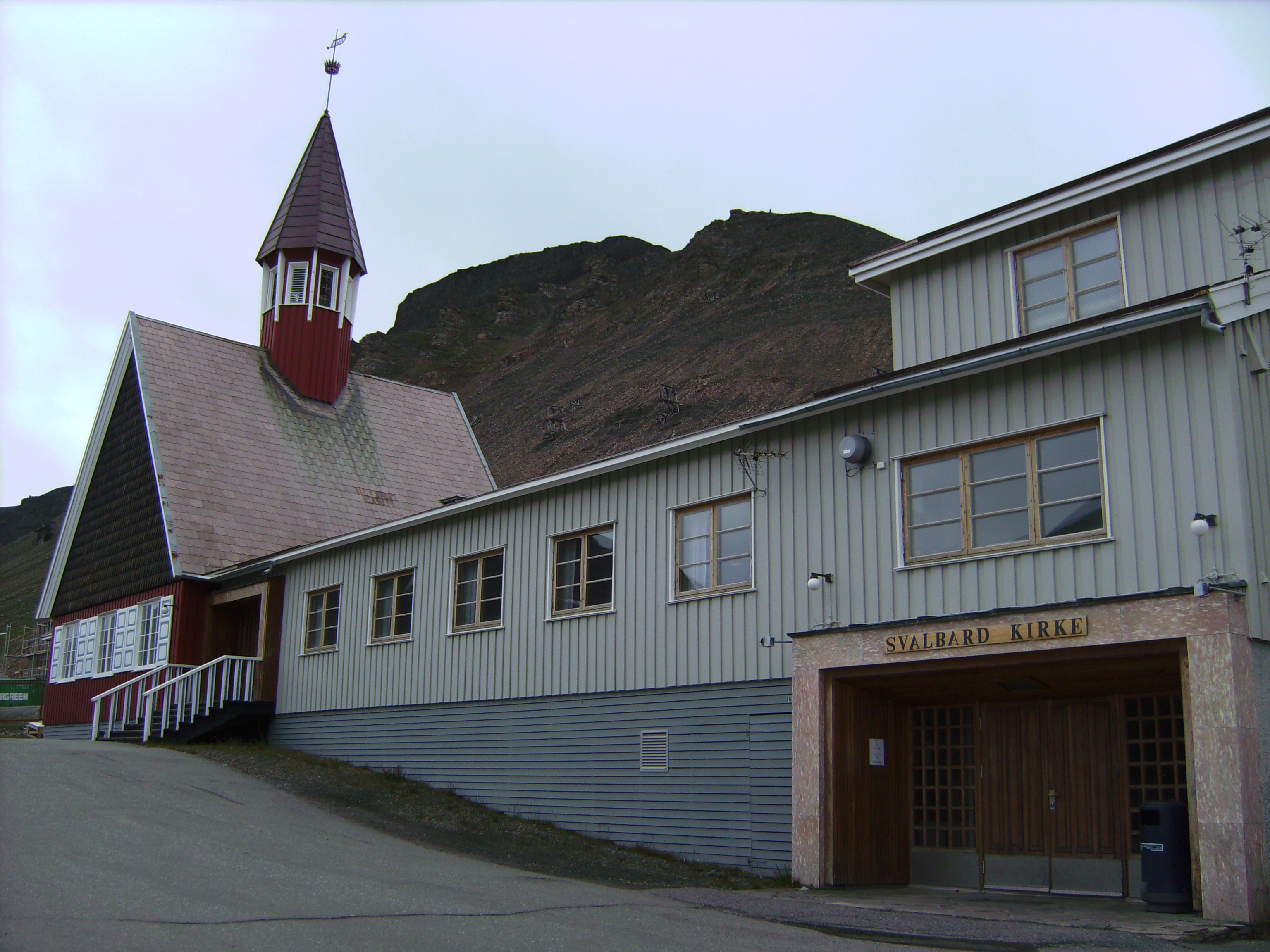
L'església cristiana protestant de Longyearbyen és la situada més al nord del món
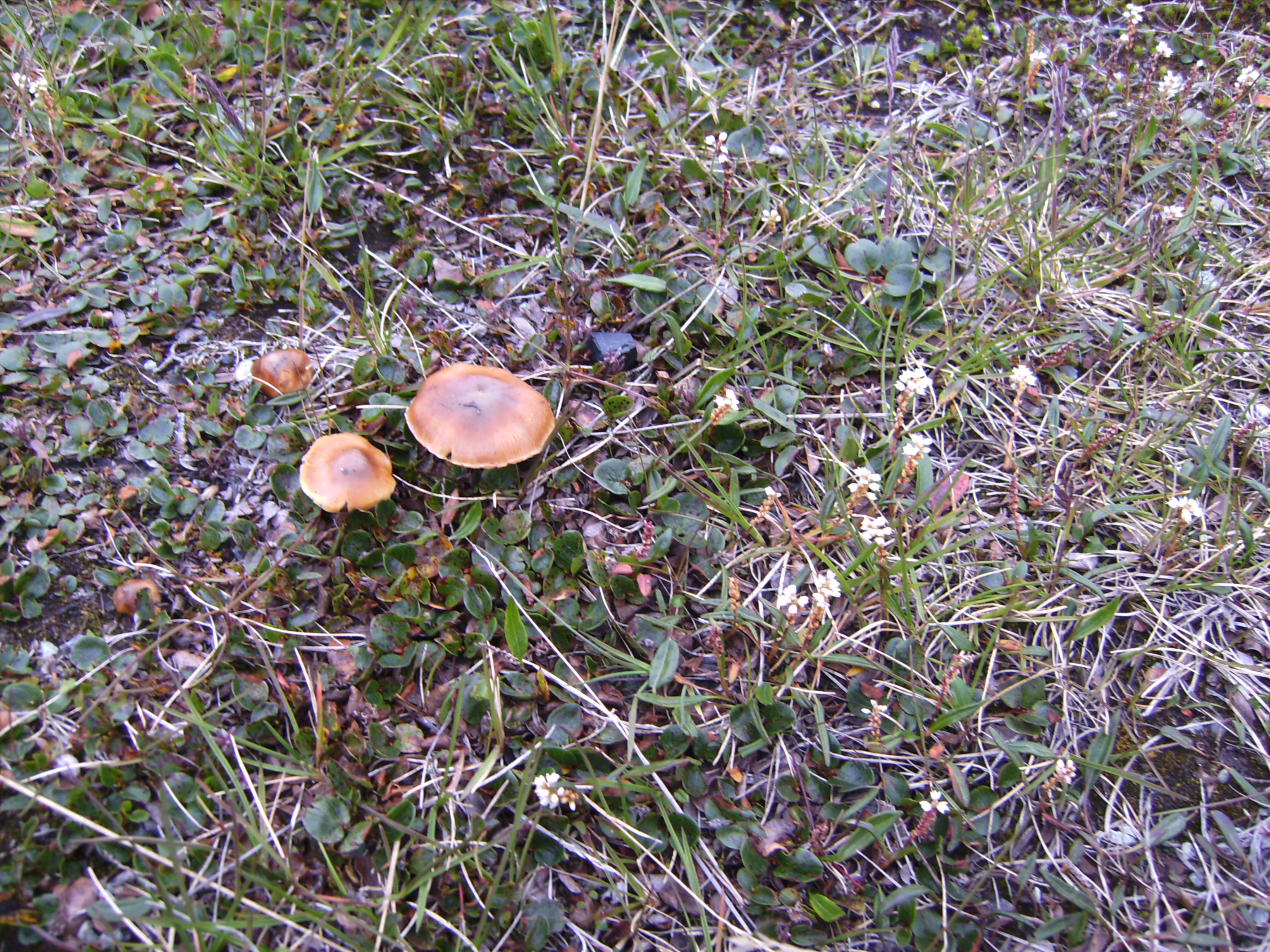
A la tundra de Longyearbyen no hi ha arbres però sí alguns bolets